# American Pie (Lied)
American Pie ist ein Lied des US-amerikanischen Sängers Don McLean. Der Folk-Rock-Titel erschien im Oktober 1971 auf dem Album American Pie und avancierte als Single zum Nummer-eins-Hit und weltweiten Millionenseller. 2000 wurde das Stück durch eine Coverversion von Madonna erneut populär.

## Inhalt
Es erzählt in achteinhalb Minuten die Geschichte des Rock ’n’ Roll von 1959 bis 1969 und ist gespickt mit Anspielungen auf die Stars und Songs jener Dekade. Inspiriert wurde McLean durch den Tod von Buddy Holly, Ritchie Valens und The Big Bopper, die am 3. Februar 1959 bei einem Flugzeugabsturz starben („The Day the Music Died“).

## Geschichte
Berühmt wurde der Folk-Rock-Song auch wegen seines anspielungsreichen Textes, der seit Jahren das Interesse an Aufklärung wachhält und auch heute noch Gegenstand spekulativer Interpretationen ist. Das Album American Pie ist zwar ausdrücklich Buddy Holly gewidmet, namentlich erwähnt wird im Lied jedoch keiner der Musiker, die mit ihm bei einem Flugzeugunglück ums Leben kamen. Don McLean hat sich kaum zum Text geäußert. Auf die Frage, was der Titel American Pie bedeute, antwortete er scherzhaft: „Er bedeutet, dass ich niemals wieder arbeiten muss.“
Später äußerte er sich etwas ernsthafter und sagte: „Es gibt viele Interpretationen meines Textes, aber keine stammt von mir […] Tut mir leid, wenn ich euch da nicht weiterhelfen kann, aber ich habe vor langer Zeit begriffen, dass Songschreiber ihre Aussagen machen, sich dann aber anderem zuwenden und über das Gewesene würdiges Schweigen bewahren sollten.“
Erst anlässlich der Versteigerung des Originalmanuskripts im April 2015 enthüllte McLean die Bedeutung seines Liedes. In einem Interview, das in den Auktionsunterlagen veröffentlicht wurde, erklärt er, dass sich „in American Pie Dinge in die falsche Richtung entwickeln.“
Ansonsten hat McLean es stets abgelehnt, Fragen nach einzelnen Details in seinem Song zu beantworten: „Sie entziehen sich der Interpretation. Sie sind Lyrik.“ Eine Ausnahme bildet sein Kommentar zu der Zeile „February made me shiver / with every paper I’d deliver“: Er gab zu, dass er gerade dabei war, die Zeitungen für seine Tour als Zeitungsjunge zu falten, als er am Morgen des 3. Februar 1959 übers Radio vom Tod Buddy Hollys erfuhr.
Im Laufe der Jahre haben viele Radiomoderatoren und DJs inoffizielle Interpretationen veröffentlicht, und es hat sich, unterstützt durch das Internet, so etwas wie eine „Standardinterpretation“ herauskristallisiert. Dabei basiert die Aufschlüsselung der wesentlichen Anspielungen auf den Interpretationen von Bob Dearborn bzw. Jim Fann. Dazu gehören folgende Deutungen:
- The Father, the Son and the Holy Ghost = Ritchie Valens, The Big Bopper und Buddy Holly
- The Day the Music Died = 3. Februar 1959 (Todestag von Buddy Holly, The Big Bopper und Ritchie Valens)
- This’ll be the day that I die spielt an auf Buddy Hollys Song That’ll Be the Day
- Who wrote the book of love bezieht sich auf den Song The Book of Love von The Monotones
- The king = Elvis Presley
- The queen = Connie Francis
- The jester = Bob Dylan
- The quartet = Beatles
- Eight miles high zitiert den Byrds-Song Eight Miles High
- The marching band = Sgt. Pepper’s Lonely Hearts Club Band von den Beatles
- There we were, all in one place bezieht sich auf das Woodstock-Festival von 1969
- Satan laughing with delight = Mick Jagger (Rolling Stones)
- The girl who sang the blues = Janis Joplin

Die bei der Auktion des Manuskripts bekannt gewordenen Unterlagen bestätigen einige dieser Deutungen. Demnach war mit „King“ tatsächlich Elvis Presley gemeint, mit „Jester“ Bob Dylan und „Helter skelter“ steht für die Charles-Manson-Morde.
Im Nachgang zu den Terroranschlägen vom 11. September 2001 wurde vom Radiosenderbetreiber Clear Channel Communications eine Liste mit 166 Songs herausgegeben mit der Empfehlung, diese vorerst nicht mehr zu senden. American Pie befand sich darunter.

## Rezeption
Bei der Songs-of-the-Century-Wahl der Recording Industry Association of America 2001 über die wichtigsten amerikanischen Lieder des 20. Jahrhunderts wurde American Pie auf Platz 5 gewählt. 2017 wurde das Lied durch die Library of Congress in die National Recording Registry aufgenommen.

## Kommerzieller Erfolg

### Chartplatzierungen
| ChartsChartplatzierungen       | Höchstplatzierung | Wochen |
| ------------------------------ | ----------------- | ------ |
| Deutschland (GfK)              | 9 (28 Wo.)        | 28     |
| Vereinigte Staaten (Billboard) | 1 (19 Wo.)        | 19     |
| Vereinigtes Königreich (OCC)   | 2 (19 Wo.)        | 19     |

| ChartsJahrescharts (1972)      | Platzierung |
| ------------------------------ | ----------- |
| Deutschland (GfK)              | 29          |
| Vereinigte Staaten (Billboard) | 3           |

### Auszeichnungen für Musikverkäufe
| Land/Region                  | Auszeichnungen für Musikverkäufe (Land/Region, Auszeichnung, Verkäufe) | Verkäufe  |
| ---------------------------- | ---------------------------------------------------------------------- | --------- |
| Dänemark (IFPI)              | Gold                                                                   | 45.000    |
| Italien (FIMI)               | Gold                                                                   | 50.000    |
| Kanada (MC)                  | 5× Platin                                                              | 400.000   |
| Neuseeland (RMNZ)            | 4× Platin                                                              | 120.000   |
| Spanien (Promusicae)         | Gold                                                                   | 30.000    |
| Vereinigte Staaten (RIAA)    | 3× Platin                                                              | 3.000.000 |
| Vereinigtes Königreich (BPI) | 2× Platin                                                              | 1.200.000 |
| Insgesamt                    | 3× Gold · 14× Platin ·                                                 | 4.845.000 |

## Coverversionen

### Version von Madonna
Die bekannteste Coverversion ist die gekürzte Popfassung von Madonna, die im Jahr 2000 in mehreren Ländern Platz eins der Charts erreichte. 
| ChartsChartplatzierungen       | Höchstplatzierung | Wochen |
| ------------------------------ | ----------------- | ------ |
| Deutschland (GfK)              | 1 (16 Wo.)        | 16     |
| Österreich (Ö3)                | 3 (13 Wo.)        | 13     |
| Schweiz (IFPI)                 | 1 (32 Wo.)        | 32     |
| Vereinigte Staaten (Billboard) | 29 (9 Wo.)        | 9      |
| Vereinigtes Königreich (OCC)   | 1 (18 Wo.)        | 18     |

| ChartsJahrescharts (2000) | Platzierung |
| ------------------------- | ----------- |
| Deutschland (GfK)         | 16          |
| Österreich (Ö3)           | 32          |
| Schweiz (IFPI)            | 11          |

Auszeichnungen für Musikverkäufe

| Land/Region                  | Auszeichnungen für Musikverkäufe (Land/Region, Auszeichnung, Verkäufe) | Verkäufe |
| ---------------------------- | ---------------------------------------------------------------------- | -------- |
| Australien (ARIA)            | Gold                                                                   | 35.000   |
| Belgien (BRMA)               | Gold                                                                   | 25.000   |
| Deutschland (BVMI)           | Gold                                                                   | 250.000  |
| Frankreich (SNEP)            | Silber                                                                 | 125.000  |
| Österreich (IFPI)            | Gold                                                                   | 25.000   |
| Schweden (IFPI)              | Platin                                                                 | 30.000   |
| Schweiz (IFPI)               | Gold                                                                   | 25.000   |
| Vereinigtes Königreich (BPI) | Gold                                                                   | 400.000  |
| Insgesamt                    | 1× Silber · 6× Gold · 1× Platin ·                                      | 915.000  |

Hauptartikel: Madonna (Künstlerin)/Auszeichnungen für Musikverkäufe

### Weitere Coverversionen
Weitere Cover gibt es beispielsweise von Catch 22, Pearl Jam und Weird Al Yankovic. Garth Brooks sang das Stück anlässlich der Amtseinführung von Barack Obama im Januar 2009.
Von American Pie gibt es auch eine deutschsprachige Version. Diese wurde in den 1970er Jahren von Hans Hass jr., dem Sohn von Hans Hass, mit Text in Anlehnung an die Originalversion gesungen. Eine satirische Version der Founding Fathers trägt den Namen The Day Democracy Died.